# Chris Froome
Christopher Clive Froome (Nairóbi, Quénia, 20 de maio de 1985) é um ciclista de estrada britânico. É profissional desde 2007 e atual membro da equipa israelita Israel-Premier Tech de categoria UCI WorldTeam.
Seu palmarés, de grande qualidade, conta mais de 60 vitórias como profissional. Entre vitórias mais importantes encontram-se 4 Voltas à França (2013, 2015, 2016 e 2017), 2 Voltas a Espanha (2011 e 2017),  e um Giro d'Italia (2018), além de 14 vitórias de etapa em Grandes Voltas (2 etapas no Giro d'Italia, 7 etapas no Tour de France e 5 etapas na Volta a Espanha), bem como algumas prestigiosas voltas por etapas tais como o Tour de Omã 2013 e 2014, o Critérium Internacional 2013, a Volta à Romandia 2013 e 2014 e 3 Critério do Dauphiné (em 2013, 2015 e 2016). Ademais, conta também com outros quatro pódios em Grandes Voltas sem vitória final: um 2.º posto no Tour de France de 2012, duas vezes 2.º na Volta Espanha (edições de 2014 e 2016) e um terceiro posto no Tour de France de 2018.
Em 2013, 2015 e 2017 foi galardoado com a Bicicleta de Ouro como o melhor ciclista do ano; ademais obteve o segundo posto em 2016.

## Biografia
Nasceu em Nairóbi, Quénia, já que seus pais (originários da cidade de Brighton) tinham-se transladado ali por motivos trabalhistas. No Quénia começou a praticar ciclismo na modalidade de mountain bike. Aos 16 anos foi viver sem a sua família em Johannesburgo, África do Sul, onde começou a praticar o ciclismo de estrada. Em 2006 e 2007 representou o Quénia nos Campeonatos do Mundo sub-23. Em maio de 2008, adoptou a nacionalidade britânica, a dos seus pais e avôs.

## Trajectória profissional

### 2007 a 2010: Primeiros anos
Começou a sua corrida profissional na modesta equipa Team Konica Minolta no ano 2007, onde ganhou a 6.ª etapa do Tour do Japão. Na África do Sul treinava regularmente com Robert Hunter, quem lhe viu boas qualidades e recomendou a sua contratação ao Barloworld. No mês de setembro, alinhou pela equipa britânica para a temporada 2008. No final de ano, foi seleccionado pela equipa do Reino Unido para os Campeonatos do Mundo celebrados na localidade italiana de Varese, uma vez se nacionalizou britânico no mês de maio desse mesmo ano.
Em 2009 ganha o Giro del Capo II superando a Jay Thompson e Daryl Impey, 2.º e 3.º respectivamente. No ano 2010 alinhou pela equipa britânica Sky Professional Cycling Team. No Giro não teve uma actuação destacada. Em sua equipa asseguram que ficou doente na última semana, e, na penúltima etapa, com final em Aprica, foi expulso de corrida por subir o Mortirolo, supostamente, agarrado a um carro.

### 2011: Explosão na Volta a Espanha e consagração como favorito
Na ano de 2011, e depois de ser-lhe diagnosticada Bilharzíaze e concedida excepção médica para poder recuperar da doença, protagonizou uma grande actuação na que quase consegue a vitória numa das Grandes Voltas. Em setembro de 2011 foi à Volta a Espanha como gregário do seu compatriota Bradley Wiggins. No entanto, seu grande contrarrelógio, além de seu saber estar na alta montanha e uma vitória de etapa, com final no porto de Peña Cabarga, em Cantábria, supôs-lhe terminar 2.º na classificação geral individual, justo por adiante de Wiggins, e só superado pelo ganhador, o espanhol Juanjo Cobo. Ademais, a diferença entre ambos foi de apenas 13 segundos. Froome teve opções de vitória até à última etapa.
Graças a esta soberba actuação, passou a ser tido em conta como um dos grandes favoritos para ganhar uma grande volta na ano seguinte.
Em junho de 2019, 8 anos após finalizada a prova, foi declarado ganhador da corrida já que Cobo foi despojado do título por dopagem devido a anomalias em seu passaporte biológico.

### 2012: Consolidação e gregário de Bradley Wiggins no Tour
No ano 2012 preparou-se para o assalto ao Tour de France, ainda que, em princípio, partia como gregário. Foi um Tour polémico para Froome, já que tratou de deixar em evidência a seu colega, compatriota e líder da equipa Sky, Bradley Wiggins, quando em duas etapas de montanha arrancou e este não pôde seguir seu ritmo, querendo demonstrar a sua superioridade em frente ao líder da equipa, ante a mirada de todo mundo. Ganhou a sétima etapa e acabou 2.º na classificação geral final, só por trás de Wiggins. Apesar desta polémica, Froome sempre deixou claro que Wiggins era o líder da equipa.
A raiz destes factos, especulou-se que para a ano de 2013, Froome abandonaria o Sky Procycling para poder ser o líder de uma esquadra que lhe ajudasse em seus objectivos, coisa que não ocorreu finalmente, já que decidiu permanecer na equipa Sky junto a Bradley Wiggins para lhe ajudar a conseguir um segundo Tour de France.
Nos Jogos Olímpicos de Verão de 2012, participou na prova de Contrarrelógio, na que obteve a medalha de bronze, subindo ao pódio junto ao vencedor e medalha de ouro, seu compatriota e colega na equipa Sky Bradley Wiggins, e a medalha de prata, o alemão Tony Martin.
No entanto, estes resultados passaram-lhe factura em sua actuação na Volta a Espanha, na que partia como líder da equipa ao não participar Bradley Wiggins. Apesar do cansaço acumulado, conseguiu ser 4.º na classificação geral, a mais de 10 minutos do vencedor, o espanhol Alberto Contador, que regressava após uma sanção de dois anos imposta no final de 2010.

### 2013: Primeiro Tour de France
Estando estabelecido já como um dos grandes favoritos do pelotão internacional, Froome começou 2013 com várias vitórias importantes, contando a geral do Tour de Omã, uma etapa na Tirreno-Adriático, o Critérium Internacional, a geral do Volta à Romandia e uma etapa e a geral do Critério do Dauphiné como triunfos mais destacados.
Estas vitórias, a força que demonstrou em toda a primeira parte da temporada, unidas à ausência de Wiggins do 9 inicial do Sky que partiu para o Tour de France, lhe convertiam no máximo favorito sobre o papel, para alçar com o triunfo em Paris, como assim foi, onde sacou mais de 4 minutos ao segundo classificado, o colombiano Nairo Quintana. Após a rodada francesa, mal participou num par de provas. Ele ganhou a etapa 15 do Tour de France 2013, considerada uma das mais míticas escaladas dessa prova, após 242,5 km, os últimos 20 sempre a subir. No final agarrou-se de imediato a uma máscara de oxigénio.
| “ | Não me lembro de alguma vez ter precisado de oxigénio após uma chegada. Mas, no Ventoux, é normal. Tinha acabado de fazer um esforço total e estava com dificuldades em respirar. Mas fiquei normal passados alguns minutos. | ” |

### 2014: Queda e abandono no Tour
Novamente, a ano de 2014 começou-a com um calendário específico para o Tour. Começou ganhando em Tour de Omã, mas depois, dores de costas e uma gripe afastaram-no das estradas. Regressou no Volta à Romandia, corrida que ganhou graças ao seu triunfo na contrarrelógio final. Posteriormente fez uma concentração de 2 semanas no Teide e já em junho correu o Critério do Dauphiné onde ganhou as 2 primeiras etapas e foi líder da corrida até à penúltima etapa, com chegada a Finhaut-Emosson, cedendo o maillot de líder a Alberto Contador, quem atacou a falta de 2 km . Na última etapa, com final em Courchevel, perdeu todas suas opções na geral, quando um desfalecimento o levou a perder 5 min e acabar fora do top 10 da prova.
No entanto, no Tour de France não pôde defender o seu título já que se caiu três vezes em duas etapas consecutivas, a quarta e a quinta, sofrendo uma pequena fractura no tornozelo esquerdo e outra na mão direita, pelo que teve que abandonar.
Depois deste infortúnio, preparou-se para enfrentar a Volta a Espanha, à qual foi também Alberto Contador. Na segunda semana, deixou algumas dúvidas sobre o seu estado físico na montanha, mas depois começou a melhorar a sua forma e as etapas de montanha com chegadas em La Farrapona e o Porto de Ancares, tiveram-no como protagonista, ainda que em ambas etapas venceu Contador no último quilómetro. Froome terminou em 2.ª posição, por trás de Contador depois de uma bonita batalha entre ambos, a que não pôde ter lugar no Tour, já que o corredor espanhol também abandonou a rodada francesa depois de um duro embate num muro. Ademais, Froome ganhou a classificação como o mais combativo da Volta.

### 2015: Segundo Tour de France
Froome começou a ano, como é característico nele nos últimos anos, ganhando voltas importantes, como a Volta à Andaluzia e o Critério do Dauphiné, além de várias etapas de ambas voltas.
Começou muito forte o Tour de France, sendo líder desde as primeiras etapas e ganhando a primeira etapa de montanha sacando vários minutos de vantagem ao seus rivais mais directos. No entanto, nas últimas etapas alpinas perdeu força e o colombiano Nairo Quintana, segundo na geral, lhe recortou bastante vantagem, ainda que não a suficiente para arrebatar o Tour a Froome, que acabou vencendo, se levando, ademais, o maillot de pontos vermelhos da montanha. Foi a sua segunda vitória no Tour.
No entanto, devido à portentosa exibição que fez na primeira etapa pirenaica, onde descolou facilmente a todos seus rivais, e à força dos seus gregários, especialmente o australiano Richie Porte e o britânico Geraint Thomas, se provocou uma onda de reacções na contramão por parte dos aficionados, que acusaram a Froome em particular e ao Team Sky em geral, de doparse. Froome chegou inclusive a receber insultos e, também, lançamento de copos e garrafas cheios de urina em plena corrida.
No final de agosto, decidiu tomar parte na Volta a Espanha. No entanto, teve que abandonar a prova devido a uma queda ao começo da 11.ª etapa, a etapa rainha, na que perdeu ao redor de 8 minutos com respeito ao ganhador da mesma, o espanhol Mikel Landa.

### 2016: Terceiro Tour de France, terceiro Critério do Dauphiné e terceiro 2.º posto na Volta a Espanha
Começou a ano correndo a Volta à Catalunha na que se deram cita todos os grandes ciclistas do panorama mundial incluindo aos ganhadores das três últimas Grandes voltas, Alberto Contador, Fabio Aru e o próprio Froome, bem como outros grandes homens como Nairo Quintana, Joaquim Rodríguez, Daniel Martin, Richie Porte, entre outros. Quintana foi o vencedor final e Froome ficou em 8.ª posição.
Depois disputou o Volta à Romandia, onde ganhou uma etapa, e, novamente, seu rival Nairo Quintana foi o vencedor final. Mais tarde, venceu o Critério do Dauphiné, onde se encontrou de novo com o espanhol Alberto Contador, conseguindo seu terceiro título neste certame. Com isso, entra no grupo de corredores que mais vezes o ganhou junto a Nello Lauredi, Luis Ocaña, Bernard Hinault e Charly Mottet.
Em julho fez-se com o seu terceiro título no Tour de France, sacando mais de 4 minutos ao segundo classificado, o francês Romain Bardet, e ganhando 2 etapas.
Nos Jogos Olímpicos de Verão de 2016, participou na prova de Contrarrelógio, na que obteve a medalha de bronze, subindo ao pódio depois do vencedor e medalha de ouro, o suíço Fabian Cancellara, e o segundo, o neerlandês Tom Dumoulin.
Depois participou na sua última corrida da temporada, a Volta a Espanha. Adjudicou-se a décima primeira etapa finalizada em Peña Cabarga (onde já tinha ganhado em 2011) e se colocou segundo na geral depois de Nairo Quintana, a minuto e meio. Não obstante, na décima quinta etapa acabada em Aramón Formigal, sofreu um corte com respeito a Quintana e Alberto Contador, perdendo mais de dois minutos com o colombiano e se situando a 3:37 na geral a falta de uma semana para a finalização da prova. Ganhou a contrarrelógio entre Jávea e Calpe, recortando mais de dois minutos a Nairo, ainda que finalmente não pôde com o sul americano na última etapa de montanha, voltando a ficar 2.º na Volta a Espanha pela terceira vez em sua corrida.

### 2017: Dobradinha: Quarto Tour de France e primeira Volta a Espanha
No ano 2017, Chris Froome conseguiu ganhar pela quarta vez, terça consecutiva, o Tour de France. No entanto, seu domínio não foi tão grande como nos anos anteriores, conquanto dispunha de uma grande equipa que lhe facilitou a tarefa, em especial o corredor espanhol Mikel Landa, quarto em Paris, as diferenças com os seus rivais foram muito menores. Enquanto em outros anos Froome dava um golpe de autoridade nas primeiras etapas de montanha, desmoralizando os seus rivais, neste ano os 5 primeiros da classificação geral têm estado atrasados em diferenças de menos de 2 minutos até final da rodada. Froome ganhou o Tour mais com inteligência e tenacidad que com força e com ataques. Nesta ocasião os seus principais rivais foram o colombiano Rigoberto Urán, o francês Romain Bardet e o italiano Fabio Aru. Pela primeira vez Froome não ganhou nenhuma etapa nas suas Tours vitoriosos.
Ademais, neste ano consagrou-se como um dos grandes ciclistas da história ao conseguir também se impor na Volta a Espanha. Nenhum corredor conseguia uma dobradinha em duas Grandes Voltas no mesmo ano desde que Alberto Contador conseguiu-o em 2008, conseguindo o Giro d'Italia e a Volta a Espanha. Ademais, foi o terceiro ciclista na história em ganhar a dobradinha Tour-Volta no mesmo ano (anteriormente conseguiram-no Jacques Anquetil em 1963 e Bernard Hinault em 1978).
Froome impôs-se na rodada espanhola por 2:15 minutos ao italiano Vincenzo Nibali, com o que teve uma intensa luta, na que cada dia um sacava vantagem ao outro, e ao seguinte perdia o recuperado, com quedas e atrasos de por meio, e assim sucessivamente cada dia durante a última emocionante semana. O russo Ilnur Zakarin acabou terceiro no pódio. Foi uma rodada que resultou especial porque Alberto Contador, grande rival do britânico, se despedia do ciclismo profissional, acabando quinto ao final em Madrid. Froome conseguiu ganhar 2 etapas, além da classificação por pontos, e levou a camisola vermelha durante 19 etapas, desde 3.ª até final.
A 20 de setembro participou no Campeonato Mundial Contrarrelógio, celebrada em Bergen, Noruega. Conseguiu a medalha de bronze.

#### Resultado analítico adverso
A 13 de dezembro a União Ciclista Internacional (UCI) confirmou que o ciclista britânico foi notificado por um resultado analítico adverso (AAF) de Salbutamol em excesso por 1000ng/m. A amostra foi colectada a 7 de setembro durante a Volta a Espanha, e o corredor foi notificado a 20 de setembro.
O controle antidopagem foi planeado e levado a cabo por Cycling Anti-Doping Foundation (CADF), o organismo independente encarregado pela UCI, a cargo de definir e implementar a estratégia antidopagem no ciclismo. A análise de amostra B tinha confirmado os resultados da amostra A do ciclista, e os procedimentos de recolha levaram-se a cabo de acordo com as regras antidopagem da UCI.
A 2 de julho de 2018, a UCI fechou os procedimentos antidopagem relacionados com o ciclista, dando por provado que o resultado anormal foi consequência de um uso permitido, caso no que não se considera Resultado Adverso Analítico, pelo que se retirou o veto que só um dia antes se lhe tinha imposto para correr o Tour 2018.

### 2018: Regresso ao Giro e terceiro posto no Tour
À espera de saber que sucederia com o seu procedimento anitidopagem, Froome começou o 2018 competindo em algumas provas, como a Volta à Andaluzia, com a ideia de apanhar forma para o seu primeiro desafio do ano, o Giro d'Italia, prova na que não compete desde 2010.
Até o momento de começar o Giro, Froome não tinha conseguido nenhuma vitória. Não obstante, conseguiu a vitória final na corsa rosa, além de 2 vitórias de etapa, uma na 14.ª etapa, na que se coroava o temido Monte Zoncolan, e outra na 19.ª, Venaria Reale - Bardonecchia, também etapa de alta montanha, foi uma das maiores exibições da época moderna do ciclismo desde Eddy Merckx até hoje, Chris Froome acometeu a sua descomunal fascina no Colle delle Finestre, a Cume Coppi de este Giro (2178 m). Arrancou quando terminava o asfalto e começava o sterrato, a nove quilómetros da cume, a 80 de Bardonecchia, a meta, na qual culminou uma escapada em solitário de 80 quilómetros que lhe serviu para conseguir a liderança deslocando a Simon Yates, quem se afundou na etapa e inclusive, acabou fora do top ten da geral. Froome também conseguiu o maillot da montanha.
Esta grande vitória converteu a Froome num dos poucos cicistas em ter conseguido a vitória nas 3 Grandes Voltas, e faz parte desse selecto grupo junto a Eddy Merckx, Bernard Hinault, Jacques Anquetil, Alberto Contador, Felice Gimondi e Vincenzo Nibali.
A sua actuação no Tour foi boa, ficou terceiro. No entanto, deixou sensação de cansaço e falta de força, sobretudo, ante a exibição de seu colega Geraint Thomas, quem sucedeu-lhe no trono de Paris. Quase ganhou a etapa contrarrelógio do penúltimo dia, na que ficou a 1 segundo do ganhador, o neerlandês Tom Dumoulin. Foi o segundo ano consecutivo no que Froome não conseguiu ganhar uma etapa na ronda francesa.

### 2019: Lesão e vitória na Volta 2011 oito anos depois
Froome começou a ano de 2019 sem demasiados esforços, e sem participar no Giro para defender o seu título. No entanto, dias antes de estreiar na primeira corrida séria que ia disputar, a Dauphiné, se lesionou de gravidade enquanto fazia o reconhecimento do percurso da primeira etapa contrarrelógio caindo a mais de 60 km/hora. Partir o fémur e cotovelo direitos, além de várias costelas, pelo qual se perdeu o Tour de France. Na rodada francesa triunfaram seus colegas do Team INEOS Egan Bernal e Geraint Thomas, primeiro e segundo respectivamente em Paris, demonstrando uma vez mais o poderio da equipa que, desde 2012 até 2019, ganhou todos os Tours disputados até esse momento salvo o de 2014.
Não obstante, alguns dias após esta difícil situação, Froome recebeu a notícia de que passava a ser o vencedor da Volta a Espanha de 2011, quase 8 anos após ter concluído, devido a uma sanção retrospectiva do ciclista ganhador da prova, o espanhol Juanjo Cobo, devido a anomalias em seu passaporte biológico. Desta maneira, Froome conseguiu a segunda Volta a Espanha de sua palmarés.
Também não participou na Volta a Espanha em setembro.

### 2020: Temporada marcada pelo COVID-19
Devido à pandemia por COVID-19, o começo da ano de 2020 atrasou-se até agosto.
Após contínuos rumores de que deixaria o Team INEOS devido a diversos problemas, principalmente a sua rivalidade com Egan Bernal, em julho se confirmou que o ciclista britânico alinharia pela equipa Israel Start-Up Nation para 2021.
Disputou o Dauphiné em vista a preparar-se para o Tour de France, ainda que o seu resultado foi mediocre. No entanto, justo depois, o Team INEOS surpreendeu com uma notícia que sacudiu ao mundo ciclista, decidindo que nem ele nem Geraint Thomas iriam à rodada francesa. Iria como chefe de fileiras à Volta a Espanha enquanto Thomas faria o próprio no Giro d'Italia. Desta forma, Egan Bernal, vigente campeão do Tour, seria o líder único da equipa para a rodada francesa, levando como lugartenente a Richard Carapaz, vigente campeão do Giro.

## Palmarés
| - 2007 - 1 etapa do Giro das Regiões - 1 etapa do Tour do Japão - 3.º nos Jogos Panafricanos em Estrada - 2009 - 1 etapa do Giro del Capo - 2010 - 2.º no Campeonato do Reino Unido Contrarrelógio - 2011 - Volta a Espanha , mais 1 etapa - 2012 - 2.º no Tour de France, mais 1 etapa - 3.º no Campeonato Olímpico Contrarrelógio - 2013 - Tour de Omã, mais 1 etapa - 1 etapa da Tirreno-Adriático - Critérium Internacional, mais 1 etapa - Volta à Romandia, mais 1 etapa - Critério do Dauphiné, mais 1 etapa - Tour de France , mais 3 etapas - 2.º no UCI WorldTour - 2014 - Tour de Omã, mais 1 etapa - Volta à Romandia, mais 1 etapa - 2 etapas do Critério do Dauphiné - 2.º na Volta a Espanha e premeio da combatividad | - 2015 - Volta à Andaluzia, mais 1 etapa - Critério do Dauphiné, mais 2 etapas - Tour de France , mais 1 etapa e classificação da montanha - 2016 - Herald Sun Tour, mais 1 etapa - 1 etapa do Volta à Romandia - Critério do Dauphiné, mais 1 etapa - Tour de France , mais 2 etapas - 3.º no Campeonato Olímpico Contrarrelógio - 2.º na Volta a Espanha, mais 2 etapas - 3.º no UCI WorldTour - 2017 - Tour de France - Volta a Espanha , mais 2 etapas, classificação por pontos e a classificação da combinada - 3.º no Campeonato Mundial Contrarrelógio - 2018 - Giro d'Italia , mais 2 etapas e classificação da montanha - 3.º no Tour de France |

## Resultados
Durante sua corrida desportiva tem conseguido os seguintes postos nas Grandes Voltas e Campeonatos do Mundo.

### Grandes Voltas e Campeonatos do Mundo
| Corrida                | Corrida                | 2007 | 2008 | 2009 | 2010 | 2011 | 2012 | 2013 | 2014 | 2015 | 2016 | 2017 | 2018 | 2019 | 2020 |
| ---------------------- | ---------------------- | ---- | ---- | ---- | ---- | ---- | ---- | ---- | ---- | ---- | ---- | ---- | ---- | ---- | ---- |
|                        | Giro d'Italia          | —    | —    | 36.º | Ab.  | —    | —    | —    | —    | —    | —    | —    | 1.º  | —    | —    |
|                        | Tour de France         | —    | 82.º | —    | —    | —    | 2.º  | 1.º  | Ab.  | 1.º  | 1.º  | 1.º  | 3.º  | —    | —    |
|                        | Volta a Espanha        | —    | —    | —    | —    | 1.º  | 4.º  | —    | 2.º  | Ab.  | 2.º  | 1.º  | —    | —    |      |
| Mundial em Estrada     | Mundial em Estrada     | —    | Ab.  | Ab.  | —    | Ab.  | Ab.  | Ab.  | Ab.  | —    | —    | —    | —    | —    | —    |
| Mundial Contrarrelógio | Mundial Contrarrelógio | —    | —    | 18.º | —    | —    | —    | —    | —    | —    | —    | 3.º  | —    | —    | —    |

### Voltas menores
| Corrida | Corrida              | 2007 | 2008 | 2009 | 2010  | 2011 | 2012  | 2013 | 2014 | 2015 | 2016 | 2017 | 2018 | 2019 | 2020 |
| ------- | -------------------- | ---- | ---- | ---- | ----- | ---- | ----- | ---- | ---- | ---- | ---- | ---- | ---- | ---- | ---- |
|         | Tour Down Under      | —    | —    | —    | 75.º  | —    | —     | —    | —    | —    | —    | —    | —    | —    | —    |
|         | Tirreno-Adriático    | —    | —    | —    | —     | —    | —     | 2.º  | —    | —    | —    | —    | 34.º | —    | 91.º |
|         | Volta à Catalunha    | —    | —    | —    | 71.º  | 61.º | —     | —    | 6.º  | 71.º | 8.º  | 30.º | —    | 94.º | X    |
|         | Volta à Romandia     | —    | —    | —    | Ab.   | 15.º | 123.º | 1.º  | 1.º  | 3.º  | 38.º | 18.º | —    | —    | X    |
|         | Critério do Dauphiné | —    | —    | —    | —     | —    | 4.º   | 1.º  | 12.º | 1.º  | 1.º  | 4.º  | —    | Ab.  | 71.º |
|         | Volta à Suíça        | —    | —    | —    | —     | 47.º | —     | —    | —    | —    | —    | —    | —    | —    | X    |
|         | Volta à Polónia      | —    | —    | —    | —     | 85.º | —     | —    | —    | —    | —    | —    | —    | —    | —    |
|         | BinckBank Tour       | —    | —    | —    | 114.º | —    | —     | —    | —    | —    | —    | —    | —    | —    | —    |
|         | Tour de Pequim       | X    | X    | X    | X     | 3.º  | —     | —    | —    | X    | X    | X    | X    | X    | X    |

—: Não participa

Ab.: Abandona
X: Não se disputou

## Recordes e marcas pessoais
- Ciclista com mais vitórias no Tour de Omã (2 vitórias. Compartilhado com Alexei Lutsenko).
- Ciclista com mais vitórias no Critério do Dauphiné (3 vitórias. Compartilhado com Nello Lauredi, Luis Ocaña, Bernard Hinault, e Charly Mottet).
- Quinto ciclista na história com mais vitórias no Tour de France (4 vitórias).
- Ciclista do século XXI com mais vitórias no Tour de France (4 vitórias).
- Segundo ciclista britânico em ganhar um Tour de France (Tour de France de 2013).
- Primeiro ciclista britânico em ganhar uma Volta a Espanha (Volta a Espanha de 2017).
- Primeiro ciclista britânico em ganhar um Giro d'Italia (Giro d'Italia de 2018)
- Décimo ciclista na história em ganhar 2 Grandes Voltas no mesmo ano (Tour 2017-Volta 2017).
- Terceiro ciclista na história em ganhar Tour e Volta no mesmo ano (Jacques Anquetil 1963, Bernard Hinault 1978 e Chris Froome 2017).
- Primeiro ciclista que ganha Tour-Volta no mesmo ano, desde que se celebra nessa ordem.[32]
- Sexto ciclista na história com mais Grandes Voltas, com 7.
- De acordo com seu palmarés, figura no N.º 7 da "Classificação dos 100 melhores ciclistas de todos os tempos" do Cycling Hall of Fame da UCI.[33]

## Equipas
- Team Konica Minolta (2007)
- Barloworld (2008-2009)
  - Barloworld (2008)
  - Barloworld-Bianchi (2009)
- Sky/INEOS (2010-2020)
  - Sky Professional Cycling Team (2010)
  - Sky Procycling (2011-2013)
  - Team Sky (2014-04.2019)
  - Team INEOS (05.2019-08.2020)
  - Ineos Grenadiers (08.2020-12.2020)
- Israel Start-Up Nation[34] (2021-)

## Prêmios e reconhecimentos
- Vélo d'Or 2013, 2015 e 2017;[35][36] 2.º em 2016.
- Velo Magazine Ciclista Internacional do ano: 2013[37]
- Troféu Flandrien Internacional 2013 e 2017.[38][39]